# Valdoncina
La Valdoncina es una comarca tradicional de la provincia de León en España. Está formada por los actuales ayuntamientos de Valverde de la Virgen y Santovenia de la Valdoncina y parte de los municipios de Chozas de Abajo, Onzonilla y León. La comarca esta a escasos kilómetros de la capital.
En la comarca de La Valdoncina, el paisaje es el típico de un páramo con suaves cerros, situada sobre el Arroyo de la Oncina, el cual le da el nombre. Históricamente el término se vincula a la Hermandad de La Valdoncina, uno de aquellos movimientos populares nacidos para la defensa de los más débiles núcleos rurales frente a los cabildos urbanos.

## Poblaciones
| La Valdoncina             | La Valdoncina | La Valdoncina               | La Valdoncina | La Valdoncina     | La Valdoncina | La Valdoncina    | La Valdoncina | La Valdoncina             | La Valdoncina |
| Valverde de la Virgen     |               | Santovenia de la Valdoncina |               | Chozas de Abajo   |               | Onzonilla        |               | León                      |               |
| ------------------------- | ------------- | --------------------------- | ------------- | ----------------- | ------------- | ---------------- | ------------- | ------------------------- | ------------- |
| La Aldea de la Valdoncina |               | Quintana de Raneros         |               | Antimio de Arriba |               | Antimio de Abajo |               | Armunia                   |               |
| Valverde de la Virgen     |               | Ribaseca                    |               |                   |               |                  |               | Oteruelo de la Valdoncina |               |
| Fresno del Camino         |               | Santovenia de la Valdoncina |               |                   |               |                  |               |                           |               |
| La Virgen del Camino      |               | Villacedré                  |               |                   |               |                  |               |                           |               |
| Montejos del Camino       |               | Villanueva del Carnero      |               |                   |               |                  |               |                           |               |
| Oncina de la Valdoncina   |               |                             |               |                   |               |                  |               |                           |               |
| Robledo de la Valdoncina  |               |                             |               |                   |               |                  |               |                           |               |
| San Miguel del Camino     |               |                             |               |                   |               |                  |               |                           |               |

## Municipios
| Municipios                  | Habitantes (2017) | Superficie (km²) | Densidad (hab/Km²) |
| Valverde de la Virgen       | 7.305             | 63,63            | 114,80             |
| Santovenia de la Valdoncina | 2.069             | 30,37            | 68,13              |
| Total                       | 9.374             | 94,00            | 99,72              |
| --------------------------- | ----------------- | ---------------- | ------------------ |